# Не мой день (фильм, 2014)
«Не мой день», встречаются также переводы «Факап» и «Хуже не бывает» (нем. Nicht mein Tag) — фильм 2014 года режиссёра Петера Торварта.

## Сюжет
Тиль Райнер — обычный банковский клерк, его жизнь заурядна и тосклива. Дома жена с которой не получается найти согласия как провести отпуск, в банке несложная работа с клиентами и банальные корпоративные вечеринки. На одной из вечеринок по случаю юбилея шефа, он задумывается над его словами о годах, что жизнь проходит, а вспомнить нечего. Но все меняется, когда к Тилю приходит не совсем обычный клиент Наппо с намерением получить кредит. Тиль отказывает ему, так как явно видит, что перед ним уголовник, Наппо психует и уходит. Так произошло их знакомство, но разлука была не долгой. Наппо удачно ограбил банк, а вот его напарник, который должен был ждать на машине, испугался и уехал, оставив Наппо самому решать проблему отступления. Наппо врывается в банк, где работает Тиль и берет его в заложники. Тиль предоставляет свой автомобиль, чтобы Наппо мог скрыться от полиции, и вместе они уезжают навстречу приключениям.

## В ролях
- Мориц Бляйбтрой — Наппо (Франк Навроки)
- Аксель Штайн — Тиль Райнер
- Жасмин Герат — Надин
- Анна Мария Мюэ — Мириам
- Неля Кипер — Ина
- Бен Рюдингер — Уве
- Касэм Ходжа — Сокол
- Беким Гури — Армандо
- Тобиас Нид — Луан
- Гизем Эмре — Сила
- Тиль Швайгер — камео